# عشق لعنتی
عشق لعنتی (به هندی: Kambakkht Ishq) یا عشق باورنکردنی فیلمی محصول سال ۲۰۰۹ و به کارگردانی صبیر خان است. در این فیلم بازیگرانی همچون آکشی کومار، کارینا کاپور، آفتاب شیودسانی، آمریتا ارورا، سیلوستر استالونه، دنیس ریچاردز، کیرون کهیر، جاوید جعفری، بومان ایرانی، برندان روث، هولی والانس ایفای نقش کرده‌اند.

## داستان
ویراج شرگیل (آکشی کومار) یک بدلکار هندی است که در هالیوود فعالیت می‌کند او برای کمک در حل مشکلات زناشویی برادرش لوکی شرگیل(آفتاب شیودسانی) وارد دعوا با خواهر زن برادرش به نام سیمریتا رای(کارینا کاپور) می‌شود، سیمریتا از مردها و ازدواج متنفر است و خواهرش را تشویق به جدایی می‌کند و دلیل این کار را رفتار پدرش می‌داند.
سیمریتا یک پزشک است اما به دلیل نیاز مالی تصمیم می‌گیرد تا به عنوان مدل در یک فیلم ایتالیایی نقش آفرینی کند او در حین سفر در هواپیما با ویراج روبه رو می‌شود و وقتی سر صحنه فیلمبرداری حاضر می‌شود همبازی ویراج می‌شود، او از ویراج متنفر است و این که به‌طور مداوم و ناخواسته با ویراج روبه رو می‌شود کلافه است.
پس از بازگشت به آمریکا و سر صحنه فیلمبرداری ویراج آسیب می‌بیند و تصادفاً به بیمارستانی که سیمریتا در آن کار می‌کند منتقل می‌شود، سیمریتا با وجود مخالفت ویراج او را عمل می‌کند اما در حین عمل ساعت سیمریتا در بدن ویراج جا می‌ماند و ویراج پس از عمل به سرعت بیمارستان را ترک می‌کند، سیمریتا می‌داند اگر این قضیه برملا شود برای کارش عواقب بدی دارد.حالا سیمریتا یک راه پیش رو دارد او تظاهر می‌کند عاشق ویراج شده‌است تا با این کار او را اغفال کند و ساعت را ازبدن ویراج بیرون بکشد او ویراج را بیهوش می‌کند و ساعت را از بدن او خارج می‌کند.
پس از به هوش آمدن ویراج، سیمریتا به او می‌گوید که از او خوشش نمی‌آید و همه این کارها حقه بوده‌است.ویراج که شکست عشقی خورده است از بازیگر معروفی به نام دنیس ریچاردز خواستگاری می‌کند.در پایان سیمریتا متوجه اشتباه خودش می‌شود و می فهمد پدرش در حقیقت مرد خوبی بوده‌است و در نتیجه به دادگاه می‌رود و از طلاق خواهرش جلوگیری می‌کند و سپس خودش را به محل ازدواج ویراج و دنیس می‌رساند و ویراج را متقاعد می‌کند تا با او ازدواج کند.در انتهای داستان ویراج و سیمریتا با هم ازدواج می‌کنند.